# ژلیکو ووکوویچ
ژلیکو ووکوویچ (کرواتی: Željko Vuković؛ زادهٔ ۹ فوریهٔ ۱۹۶۲) بازیکن فوتبال اهل کرواسی-اتریش بود.
از باشگاه‌هایی که در آن بازی کرده‌است می‌توان به باشگاه فوتبال اوسیک، باشگاه فوتبال دینامو زاگرب، باشگاه فوتبال گراتس، و باشگاه فوتبال سیبالیا اشاره کرد.
وی همچنین در تیم‌های ملی فوتبال کرواسی و اتریش بازی کرده‌است.